# Dryopsophus kroombitensis
Espèce
Synonymes
- Litoria kroombitensis Hoskin, Hines, Meyer, Clarke & Cunningham, 2013

Dryopsophus kroombitensis est une espèce d'amphibiens de la famille des Pelodryadidae.

## Répartition
Cette espèce est endémique du Queensland en Australie. Elle se rencontre entre 500 et 900 m d'altitude dans le parc national de Kroombit Tops.

## Étymologie
Son nom d'espèce, composé de kroombit et du suffixe latin -ensis, « qui vit dans, qui habite », lui a été donné en référence au lieu de sa découverte, le Kroombit Tops.

## Publication originale
- Hoskin, Hines, Meyer, Clarke & Cunningham, 2013 : A new treefrog (Hylidae: Litoria) from Kroombit Tops, east Australia, and an assessment of conservation status. Zootaxa, no 3646, p. 426–446.